# Menodor (escultor)
Menodor (grec antic: Μηνόδωρος, llatí: Menodorus, segle i) fou un escultor grec originari d'Atenes. Va esculpir per encàrrec de la ciutat de Tèspies una còpia de la famosa estàtua d'Eros de Praxíteles que originalment va estar a Tèspies, però Calígula va fer portar més tard a Roma. Potser la còpia es va fer per cobrir la pèrdua de l'original i, per tant, hauria viscut al segle i. Plini el Vell esmenta un escultor de nom Menodor que diu que esculpia «athletas et armatos et venatores, sacrificantesque» però no és segur que es tracta de la mateixa persona.